# Cmentarz żydowski w Osjakowie
Cmentarz żydowski w Osjakowie – zajmuje powierzchnię 0,5 ha, na której nie zachowały się żadne macewy. Teren kirkutu jest nieogrodzony. Data powstania cmentarza jest nieznana.